# Leptodendrum
× Leptodendrum, (abreviado Lrtdm) en el comercio, es un híbrido intergenérico entre los géneros de orquídeas Epidendrum × Leptotes. Fue publicado en Orchid Rev.  95(1127, cppo): 9 (1987).